# Сосновка (Кадуйский район)
Сосновка — посёлок в Кадуйском районе Вологодской области.
Входит в состав сельского поселения Семизерье (до 2015 года входил в Барановское сельское поселение), с точки зрения административно-территориального деления — в Барановский сельсовет.
Расположен на левом берегу реки Суда. Расстояние по автодороге до районного центра Кадуя — 79 км, до центра сельсовета деревни Барановская — 7 км. Ближайшие населённые пункты — Бережок, Порог, Шигодские.
По переписи 2002 года население — 196 человек (86 мужчин, 110 женщин). Преобладающая национальность — русские (99 %).